# Adolf Höninghaus
Adolf Höninghaus, auch Adolph Hoeninghaus (* 1811 in Krefeld, Département de la Roer, Kaiserreich Frankreich; † 30. September 1882 ebenda), war ein deutscher Architektur- und Landschaftsmaler der Düsseldorfer Schule.

## Leben
Höninghaus wurde als Sohn des Krefelder Kaufmannes und Naturforschers Friedrich Wilhelm Hoeninghaus (1770–1854) geboren. Dessen 1796 gegründete Firma Hoeninghaus & Co. (ab 1802 bzw. 1804 Hoeninghaus & de Greiff) war 1816 der drittgrößte Verlag in Krefeld. Sein Bruder war der Politiker Friedrich Wilhelm Hoeninghaus. In den Jahren 1829 bis 1836 besuchte Höninghaus die Kunstakademie Düsseldorf, wo er zunächst architektonischen Studien nachging. Im Schuljahr 1832/1833 war er dort Schüler der Landschafterklasse von Johann Wilhelm Schirmer. 1843 bis 1848 unternahm er eine Grand Tour nach Italien, 1844 lebte er in Rom und besuchte Olevano Romano, dann ließ er sich in Düsseldorf nieder, 1853 in Dresden. Neben Architekturmotiven malte er Landschaften, oft waldige Flusslandschaften. Sein naturwissenschaftliches Interesse, das er wohl von seinem mineralogisch interessierten Vater vermittelt bekommen hatte, ließ ihn Gesteinsschichten mit einer an Carl Friedrich Lessing gemahnenden Akribie darstellen. Zu seinem Lehrer Schirmer, mit dem er Studienreisen an die Ahr und in die Eifel unternahm, entwickelte Höninghaus ein inniges, freundschaftliches Verhältnis.
Eine Bleistift-Skizze mit einem Bildnis von Höninghaus stammt von dem Maler Joseph Anton Settegast und stellt ihn im August 1838 in zeichnender Haltung in Mittenwald dar.

## Werke (Auswahl)

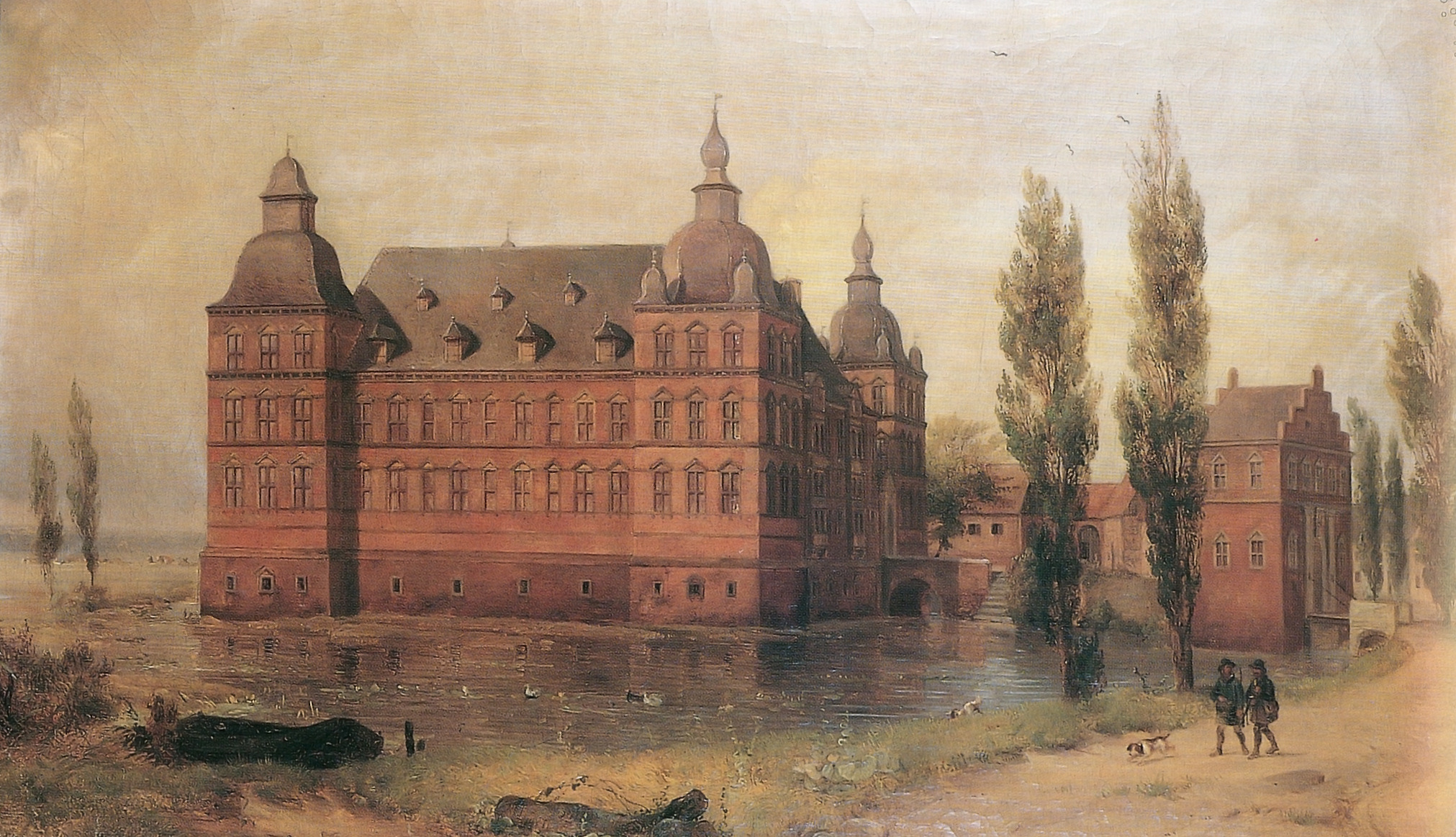
Nordansicht des Schlosses Horst vor 1828, 1842

- Landschaft (Gebirgstal mit zwei Jägern), 1836, Museum Kunstpalast[7]
- Nordansicht des Schlosses Horst vor 1828, 1842
- Im Park der Villa Borghese, 1851
- Tanzendes Volk im Park der Villa Borghese, um 1851
- Linner Synagoge, Zeichnung, 1866[8]
- Dunkles Gewölk über dem Monte Serrone[2]
- Blick auf die Hernikerberge[2]
- Die Villa des Domitian in Albano[9]
- Der Rhein mit dem Siebengebirge
- An der Ruhr
- Sizilianische Landschaft, Kulturhistorisches Museum Magdeburg, Verlust[10]
- Ansicht von Terracina
- Ansicht der St. Peterskirche mit dem Vatikan in Rom
- Selbstbildnis, Kunstmuseen Krefeld[11]
- rund 450 Plein-Air-Ölskizzen, Kunstmuseen Krefeld[12][13]